# .onion
El .onion és un pseudo domini de primer nivell genèric indicant una adreça anònima accessible per l'intermediari de la xarxa Tor.
Aquestes adreces no són adreces reals d'Internet, i el domini .onion no forma part de la jerarquia oficial del DNS, sinó que usant un proxy apropiat, els programes com navegadors Web, poden accedir a direccions .onion enviant la demanda per la xarxa Tor. L'objectiu del sistema és de fer que tant el client com el servidor siguin més difícils de rastrejar, sia l'un a l'altre o per un servidor intermediari o un altre usuari de la xarxa.
Les adreces del pseudo domini .onion són cadenes de caràcters sense sentit, generades automàticament a partir d'una clau pública en la configuració d'un servei ocult de la xarxa Tor.